# Vukšić Donji
Vukšić Donji är ett samhälle i Bosnien och Hercegovina.   Det ligger i distriktet Brčko, i den nordöstra delen av landet, 120 km norr om huvudstaden Sarajevo. Vukšić Donji ligger 87 meter över havet och antalet invånare är 644.
Terrängen runt Vukšić Donji är platt.  Närmaste större samhälle är Brčko, 9,3 km öster om Vukšić Donji.
Trakten runt Vukšić Donji består till största delen av jordbruksmark. Runt Vukšić Donji är det ganska tätbefolkat, med 185 invånare per kvadratkilometer.